# Chip Race
Ein chip race ist ein möglicher Vorgang bei Pokerturnieren.
Bei größeren Pokerturnieren kommt es mit steigenden Blinds dazu, dass mit jenen Chips, die wegen ihrer geringen Wertigkeit nicht mehr gebraucht werden, ein Umtausch (Color up) stattfindet.
Zum Beispiel werden fünf 10-$-Chips in einen 50-$-Chip getauscht, wenn die Blinds auf 50/100 $ gestiegen und die 10-$-Chips somit überflüssig geworden sind.
Wenn sich die Chips nicht vollständig umtauschen lassen, werden die übrigen Chips gerundet.
Liegt der Wert der überzähligen Chips näher an der oberen Grenze, wird aufgerundet, ansonsten abgerundet.
(Beispielsweise erhält man für vier 10-$-Chips einen 50-$-Chip, für elf 10-$-Chips zwei 50-$-Chips.)
Falls nun ein Spieler nur zwei 10-$-Chips hat, gehen die Chips in einen Pot. Nachdem alle Spieler am Tisch ihre nicht umtauschbaren Chips in den Pot gelegt haben, erfolgt der eigentliche „chip race“.
Für jeden nicht umtauschbaren Chip bekommen die Spieler jeweils eine Karte offen ausgeteilt.
Dabei erhält entweder der Spieler mit der höchsten Karte alle Chips, oder die Chips werden der Wertigkeit der Karten entsprechend verteilt. So würde der Spieler mit der höchsten Karte den ersten Chip erhalten, der mit der nächsttieferen den nächsten Chip und so weiter.
Ein Spieler darf durch ein solches „color up“ nicht aus dem Turnier ausscheiden. Sind die eingesammelten Chips die letzten, die er besessen hat, und würde er wegen schlechter Karten beim Race for Chips keinen Chip bekommen, so muss er zumindest einen Chip vom Dealer bekommen.